# Adamand Records
Adamand Records e българска звукозаписна компания, основана от музикалния продуцент и изпълнител Криско и режисьорът Кирил Киров – Кико. Компанията стартира дейността си през края на 2016 г. с подписването на първия техен изпълнител, Тита. Дистрибутор на компанията е Facing The Sun.

## Изпълнители
- Криско[4]
- Боро Първи[4]
- Тита[4]
- Dim4ou[4]